# Alex (Street Fighter)
Alex (アレックス arekkusu?) es un personaje de la serie de videojuegos Street Fighter III y es el personaje principal en estas entregas de la serie Street Fighter.

## Historia
Alex entró en el tercer torneo para vengarse de Gill, quien derrotó a su amigo Tom. En la primera versión de Street Fighter III depende del final, sin embargo no logra derrotar a Gill. Después de esto, decide viajar por el mundo en tren y se encuentra con Ken en Nueva York, para terminar enfrentándose. De ahí, que querrá reencontrarse con Ken para la revancha.
Street Fighter III: 2nd Impact reconecta los eventos de Street Fighter III: New Generation, pero la historia de Alex sigue siendo la misma, aunque ahora tiene una rivalidad con Hugo, un peleador de lucha libre profesional alemán de altura extrema.
Alex regresa en Street Fighter III: Third Strike con una personalidad ligeramente diferente. Conoció a Ryu y luchó contra él, solo para perder, ante lo cual Ryu le dijo a Alex que explore el mundo y encuentre luchadores dignos. Volvió a encontrarse con Ryu y decidió volver a pelear, aunque el resultado de la pelea aún no se ha revelado en la historia.

## Diseño
Alex se basa libremente en el campeón de lucha libre profesional Hulk Hogan y Axl Rose, en términos de apariencia y algunos de sus movimientos. La similitud con Hulk Hogan se menciona en la serie Street Fighter III, donde es rival contra Hugo, que está basado en otro campeón de lucha libre profesional, André the Giant, que también era rival con Hogan. Su introducción especial juntos previa al combate hace referencia al póster de WrestleMania III.
En la serie Street Fighter III, Alex viste un mono verde, guantes verdes con los dedos abiertos, botas de combate marrones, un pañuelo rojo atado sobre su frente, una cicatriz o marcas pintadas en cada uno de sus hombros, largo cabello rubio atado en una cola de caballo y maquillaje de combate desde el fondo de su ojos hasta el resto de su rostro. También a veces viste una camiseta negra, que desgarra antes de pelear, y una chaqueta de bombardero cuando no está peleando.
En Street Fighter V, Alex conserva su misma apariencia clásica anterior. Viste tirantes rojos, tiene el cabello un poco más corto sin estar peinado en cola de caballo, y tiene una franela abotonada de manga larga roja y blanca, que lleva desabrochada y con las mangas enrolladas o envuelta alrededor de la cintura. Viste pantalones cargo verdes, que están ligeramente desgarrados.

## Otras apariciones
- Capcom Fighting Evolution
- Tatsunoko vs. Capcom: Ultimate All Stars
- Street Fighter V

## Recepción
En la encuesta oficial de Bandai Namco, Alex fue el segundo personaje lateral de Street Fighter más solicitado para ser agregado al plantel de Tekken X Street Fighter en agosto de 2012, obteniendo el 17.97% de los votos.
En diciembre de 1997, Alex ocupó el puesto 44 en "Top 50" de personajes de videojuegos de la revista Gamest, empatando con Goro Daimon, y en enero de 1998 fue nombrado 22º mejor personaje del año anterior, empatando con Ryuji Yamazaki. IGN votó a Alex como uno de sus 25 mejores luchadores. Fue clasificado como el sexto mejor personaje de Street Fighter por UGO.com.
Fue nombrado por Heavy.com como el personaje que ellos más querían ver añadido al plantel de Ultra Street Fighter IV. También fue nombrado como el décimo mejor personaje de la serie por la revista Complex.
- Datos: Q4388160